# Dramaturgie (cinéma)
Pour les articles homonymes, voir Dramaturgie.
La dramaturgie est l'art de transformer une histoire, qu’elle soit imaginaire ou inspirée de faits réels, en un récit structuré mettant en scène un ou plusieurs personnages en action. Au cinéma, la dramaturgie désigne l'art du récit par l'illusion de la véracité d'une représentation enregistrée.
À ne pas confondre : le terme « dramatique », qui signifie « conforme aux règles de la dramaturgie » et peut désigner un récit à dénouement heureux ou malheureux, ne doit pas être assimilé à « tragique », qui se rapporte systématiquement à une issue malheureuse. La confusion entre ces deux notions relève d'un abus de langage.

## Histoire et récit

### Distinction entre histoire et récit
Certains auteurs établissent une différence entre l'histoire et le récit, donnant à ces synonymes des nuances de sens, comme Marie-France Briselance : « L'histoire, c'est ce qui s'est passé dans la réalité ou ce qui aurait pu se passer (dans les fictions), rapporté dans l'ordre chronologique. Le récit est le traitement dramatique de cette histoire, c'est-à-dire la manière de la raconter, qui suppose de mettre l'accent sur des parties de l'histoire, d'en supprimer d'autres, et de contracter ou dilater le temps réel pour créer le temps de la narration. ».

### Approche organique de l'histoire
D'autres auteurs, comme John Truby, ne s'appuient pas sur cette dichotomie et conçoivent « une bonne histoire » comme un organisme vivant : « On pourrait dire que le thème, ou ce que j'appelle le débat moral, est le cerveau de l'histoire. Le personnage principal en est le cœur et le système circulatoire. Les révélations en sont le système nerveux. La structure de l'histoire est son squelette. Le tissage des scènes, sa peau. ».

### Les mécanismes fondamentaux du scénario selon Yves Lavandier
Yves Lavandier analyse les éléments essentiels de l'écriture scénaristique, qu'il résume en quatre points :
- Conflit — L'intérêt du spectateur naît des moments forts vécus par un personnage, suscitant une émotion et une identification.
- Objectif — Le protagoniste cherche à obtenir quelque chose d'important, ce qui engendre des conflits avec ses opposants.
- Obstacles — Ces oppositions prennent la forme d'obstacles, qui, plus ils sont nombreux et difficiles, plus ils valorisent le héros, même en cas d'échec ou de mort, car il accepte un enjeu crucial.
- Caractérisation — Le développement des personnages (protagoniste et antagonistes) passe par leurs actions (du grec : δρᾶμα, drama, signifiant action), fondement de la dramaturgie.

En résumé, Y. Lavandier écrit : « Quand on s'assoit devant un film, on n'est plus boulanger ou philosophe, institutrice ou agriculteur, clown ou infirmière, ni même juif ou catholique, noir ou blanc, jeune ou vieux, homme ou femme, on est comme son voisin, un être humain avec les mêmes besoins fondamentaux. ».

### Origines mythologiques et universelles de la dramaturgie
Marie-France Briselance rappelle que la dramaturgie, à l'instar de la psychanalyse, trouve ses racines dans les mythologies du monde entier, témoignant des peurs et rêves universels des hommes : « La dramaturgie, comme la psychanalyse, trouve ses racines dans les mythologies du monde entier, car partout les hommes ont fait les mêmes rêves, ils ont eu les mêmes peurs et ont inventé les mêmes histoires dont ils ont fait d'infinies variations. ».

### Littérature et style au cinéma
Tous ces auteurs insistent sur le fait que la conception de l'histoire et/ou du récit d'un film est un travail littéraire. Le style filmique, propre au réalisateur, vient ensuite personnaliser le récit et peut faire d'un film un chef-d’œuvre, une simple copie ou un échec. Par exemple, les deux versions L'Homme qui en savait trop (film, 1934) et L'Homme qui en savait trop (film, 1956) de Alfred Hitchcock partagent un même thème, mais forment des récits distincts grâce au style propre du cinéaste.

## Structure du récit

### Le dilemme initial du scénariste
Lorsqu'un scénariste commence à structurer son récit, il doit résoudre une question fondamentale : par où commencer et comment poursuivre ? François Truffaut, conscient que le cinéma repose sur la maîtrise de l'espace et du temps, expliquait : « Au moment de Tirez sur le pianiste, je me suis rendu compte que, dans mon travail de scénariste, j'avais tendance à être banal et scolaire. Quand je commençais un scénario, c'était toujours très laborieux : la pénombre - dans une chambre - le réveil sonne - il se lève - il met un disque - il allume une cigarette - après, il va à son travail… Il y avait toujours la première journée décrite comme cela. Quand j'avais un nouveau décor, c'était identique : je faisais circuler le personnage dans chaque pièce pour qu'on voie bien l'appartement. À certains moments, c’était un peu laborieux. Il me manquait le courage de prendre des scènes en plein milieu. ».

### La tradition aristotélicienne et la théorie des trois actes
La réflexion sur la structure narrative remonte à la Grèce antique, avec Aristote et sa Poétique. Celle-ci définit le récit en trois temps :
- Protase (exposition) : présentation de l'objectif du héros,
- Épitase (nœud dramatique) : lutte entre héros et antagonistes,
- Catastase (dénouement) : résolution des conflits, apportant la catharsis au spectateur[7].

### L'exemple homérique: concentration temporelle du récit
Homère, dans lIliade’, illustre cette idée en condensant dix années de guerre en cinquante-cinq jours de récit, montrant que la sélection temporelle est essentielle à la dramaturgie.

### Le modèle d'Œdipe roi: un récit commencé tardivement
La tragédie grecque Œdipe roi de Sophocle débute alors que de nombreux événements majeurs sont déjà passés, évoqués ensuite dans la pièce :
- abandon d'Œdipe,
- son éducation à Corinthe,
- la prophétie et la fuite,
- le meurtre de Laïos,
- la résolution de l'énigme du Sphinx,
- son accession au trône,
- son mariage et la peste à Thèbes[9].

Ce procédé dramatique donne une forte charge émotionnelle, que le cinéma, en raison de ses contraintes, aborde différemment.

### Les contraintes spécifiques du cinéma et l'usage du flashback
Contrairement au théâtre ou au roman, les films ne peuvent pas accumuler trop de dialogues explicatifs ou de retours en arrière sans alourdir le récit. Le flashback, outil cinématographique, doit être manié avec parcimonie, car il interrompt la narration présente. Cependant, il peut aussi servir de point de départ, comme dans certains films où la compréhension se construit progressivement.
Marie-France Briselance souligne que le scénario est « une histoire écrite en images avec des mots », et que le cinéma est une écriture à part entière, proposant une interprétation du réel.

### La perception intuitive du spectateur et la révolution cinématographique
Le public a appris à décoder instinctivement ces jeux temporels et spatiaux caractéristiques du cinéma. Comme le rappelle Jean-Claude Carrière, cette compréhension quasi automatique des juxtapositions d’images a constitué une révolution discrète mais réelle dans notre système de perception.

## Personnages

### Histoire et contexte de la création des personnages au cinéma
Les secrets de la création des personnages font l'objet d'études depuis les années 1910. En 1911, Epes Winthrop Sargent publie le premier ouvrage technique dédié au scénario : The Technique of the « photoplay ». Ce livre répondait aux besoins des studios en pleine industrialisation du cinéma, qui recherchaient des scénarios réalisables. Sargent y conseille notamment : « Un maximum de 250 mots [20 lignes – 1 page] est exigé par la majorité des studios et certains retournent systématiquement les synopsis trop longs en demandant à leurs auteurs de les réduire. La norme de 250 mots a été établie par l’Edison Manufacturing Company, parce que chacune de ses monteuses reçoit un exemplaire de tous les projets acceptés. ». On notera qu’en 1911, la photocopie n’existait pas.

### Bases classiques et théâtrales de la caractérisation des personnages
Les manuels actuels s'appuient sur la tradition théâtrale antique, en particulier sur Aristote, qui rappelait dans sa Poétique que « la tragédie est une imitation, non pas des hommes, mais de leurs actions dans la vie… Les hommes possèdent telles ou telles qualités par naissance, mais ce sont leurs actions qui les font heureux ou malheureux. Ainsi, les personnages d'une tragédie ne doivent pas agir pour se conformer au caractère auquel ils se rattachent, mais leur caractère doit se révéler par leurs actions… Il ne saurait y avoir de tragédies sans actions. ».
Dans le cinéma, cette idée se traduit par : « caractériser un personnage, c'est à la fois lui inventer un caractère et mettre en scène sa personnalité. « Dis-moi ce que tu fais et je te dirai qui tu es », affirme la sagesse populaire qui a payé assez cher pour savoir qu’on connaît la vraie nature d’un être humain à ses actions. Ce proverbe, légèrement modifié, pourrait très bien définir ce qu'est la caractérisation d’un personnage : « montre-nous ce que fait ton personnage et nous saurons qui il est ». ».

### Archétypes et stéréotypes: la matière première du personnage
John Truby rappelle que « les archétypes traversent les frontières culturelles et ont une portée universelle… Mais pour l'auteur, il s'agit d'une matière première qu'il faut travailler. Si l'on ne pourvoit pas l'archétype de détails, il se transforme en stéréotype. ».
Il propose neuf archétypes principaux :
- Le roi ou le père, tutélaire mais parfois tyran
- La reine ou la mère, protectrice mais souvent abusive
- Le vieillard sage, mentor prudent
- Le guerrier, défenseur mais brutal
- Le magicien ou chaman, faiseur de miracles et d’illusions
- L'escroc, version moderne du magicien
- L'artiste ou clown, créateur de rêves et cauchemars
- L'amoureux, partenaire passionné et parfois possessif
- Le rebelle, libérateur et potentiellement oppresseur

### Archétypes dans la légende d'Isis et Osiris
Marie-France Briselance et Jean-Claude Morin établissent un parallèle avec la plus ancienne légende connue, celle d'Isis et d'Osiris (XXVe siècle - XXIVe siècle avant notre ère), telle que la décryptent Marie-France Briselance et Jean-Claude Morin dans leur livre sur le personnage.
Ils identifient ainsi :
- Osiris : le roi et père
- Isis : la reine, la mère, l'amoureuse et la magicienne (capable de ressusciter Osiris et de le « chevaucher pour être fécondée »)
- Thot : le vieillard sage, mentor, et parfois artiste/clown
- Horus : le guerrier qui affronte Seth
- Anubis : le magicien, artisan de la momification et de l'immortalité
- Seth : le rebelle, fratricide, mais aussi guerrier protégeant la barque solaire et magicien/escroc par ruse et mensonge

Cette multiplicité d'aspects montre l'importance d'ajouter des détails pour éviter la caricature et enrichir la profondeur du personnage.

## Le conflit protagoniste/antagoniste
Les deux pôles opposés de la dramaturgie au cinéma sont le protagoniste et l’antagoniste :
Le protagoniste est, par traduction directe du grec, « celui qui combat en première ligne », autrement dit, le héros, « celui qui est capable d’exploits remarquables ». Le protagoniste est soutenu dans sa mission par différents alliés. « Son objectif, c’est ce que le personnage veut obtenir ou conquérir ; son enjeu, c’est la raison profonde, parfois cachée, qui le pousse à risquer si gros, jusqu'à sa vie, et qui le conduit à aller jusqu’au bout de l’aventure quoi qu’il lui en coûte et quelle que soit la détermination de ceux qui veulent lui faire obstacle. » « Un héros n’est intéressant que si le personnage contre lequel il se bat est intéressant. »
L’antagoniste est l’adversaire du protagoniste, entouré lui aussi d’alliés ou de traîtres au héros. Son monde est le symétrique opposé de celui du protagoniste. Il vise le même but que lui, et s’évertue à dresser le maximum d’obstacles devant lui pour l’empêcher d’avancer dans sa quête. Très souvent, il vise même à supprimer son concurrent. « En termes structurels, cela a une signification très précise : le principal adversaire est la personne la plus à même d’attaquer la grande faiblesse du héros. Et il doit l’attaquer sans relâche, constamment. L’adversaire nécessaire force le héros à surmonter sa faiblesse, ou bien le détruit. En d’autres termes, l’adversaire nécessaire permet au héros d’évoluer. »
La confrontation protagoniste/antagoniste n’est pas le seul moteur des actions des personnages. Elle ne se réduit pas au face à face, sa nature est protéiforme, subtile.

### Le protagoniste n’a aucun antagoniste
Yves Lavandier, dans son analyse des rapports entre conflit et émotion (du spectateur), note que le malheur des autres est un facteur d’intérêt naturel à l’être humain. « Est-ce de la compassion ? Ou plutôt un certain plaisir à voir que l’on n’est pas le seul à souffrir et qu’il y a pire malheur que le sien ? Probablement un mélange des deux. Toujours est-il que l’être humain est attiré par le malheur des autres. »
Dans Le Sixième Sens, [réalisé par Manoj Night Shyamalan en 1999], le pédopsychiatre Malcolm Crowe est blessé grièvement tout au début du film par l’un de ses anciens patients. Quelques mois plus tard, apparemment remis de sa blessure, il est obsédé par une idée fixe : il ne s’est pas assez intéressé au malade, il a commis une faute professionnelle qu’il ne doit pas réitérer. C’est pourquoi il s’attache à résoudre les problèmes psychologiques d’un jeune garçon, Cole Sear, dont le seul souhait est de ne plus avoir peur car les victimes de morts violentes lui apparaissent, non pas en cauchemars, mais en réalité. Et elles ne savent pas qu’elles sont mortes, précise-t-il. Dans ce film, aucun conflit n’apparaît. Le malade assassin du début n’est pas un véritable antagoniste, il disparaît aussitôt. Aucune ombre de conflit n’intervient entre Cole et le médecin. Ils se contentent de se raconter eux-mêmes, car le garçon semble comprendre que Malcolm souffre lui aussi d’un mal dont il n’est pas conscient, et il le fait se confier. « Le scénario cache l’essentiel, qu’il ne révélera qu’à la fin du film, Malcolm va mourir de sa blessure… C’est pour cela que son épouse, qu’il va parfois visiter, semble le bouder et ne lui adresse jamais la parole. Il croit qu’elle est fâchée, mais en réalité elle ne le voit pas ». Cole, qui souffre de compassion pour des âmes qui errent sans trouver la paix de la mort, résout un mystérieux assassinat, et surtout il aide le pédopsychiatre à se détacher définitivement de la vie en lui permettant de dire adieu à son épouse, ce dont sa mort brutale l’avait privé : « Je sais comment vous pouvez parler à votre femme. Parlez-lui pendant son sommeil, elle vous écoutera. » Grâce au jeune garçon, l’ombre errante de Malcolm se dissout doucement dans la nuit.
Dans Always, réalisé en 1989 par Steven Spielberg, le héros, Pete Sandich, pompier de l’air, se tue en survolant un incendie de forêt à trop basse altitude. Coupé du monde des vivants, il n’en est pas moins lié par l’amour ou l’amitié qu’il éprouvait pour sa fiancée et pour une apprentie-pilote. Il revient en esprit afin de les soutenir et les conseiller. Sa survie dans l’au-delà est bien sûr ignorée de tous. D’abord guerrier du feu, Pete devient le mentor de sa protégée. L’absence complète de conflit dans le récit et d’antagoniste est compensée par la lutte mortelle contre le feu.

### Le protagoniste et l’antagoniste sont confondus
Dans certains films, très rares, le protagoniste et l’antagoniste sont un même et seul personnage. Le personnage principal s’affronte à un seul obstacle : lui-même, et la victoire, s’il en est, se fait sur sa propre personne. C’est le cas de John Merrick, dans Elephant Man, réalisé en 1980 par David Lynch. L’homme présente un syndrome de Protée, sa tête est monstrueusement développée. Sa difformité l’oblige à se cacher, mais il faut bien vivre, il est exhibé par un tourneur forain d’attraction des horreurs. Le conflit du film est centré sur les efforts que fait John Merrick pour prouver au monde normal que sa disgrâce physique cache un être sensible, capable d’éprouver des souffrances morales, mais aussi de l’amour. S’accepter tel qu’il est constitue l’obstacle majeure à sa trajectoire de reconstruction.
Pourtant, Yves Lavandier est rétif à la caractérisation proposée par le film. À son avis, un être comme John Merrick ne peut tirer de sa maladie et de sa situation qu’une irréversible amertume. « Les monstres physiques présentés dans La Monstrueuse Parade ou Elephant Man (…) correspondent à une vision romantico-judéo-chrétienne de la monstruosité, qui laisse entendre que l’anormalité est rédemptrice ».
Les efforts héroïques des athlètes des Jeux paralympiques seraient-ils une réfutation du point de vue d’Yves Lavandier ? Un enfant handicapé, aimé aussi bien que mal aimé par ses parents, peut devenir un adulte attentionné et aimable, généreux et optimiste. Et dans le cadre plus étroit de la dramaturgie au cinéma, ce passage d’un état à l’autre d’un personnage est un élément positif et fort du récit, puisque tous les manuels d’écriture de scénario préconisent qu’il faut « rendre le héros et l’adversaire similaires par certains aspects », et que « le conflit entre le héros et l’adversaire n’est pas un conflit entre le bien et le mal mais celui de deux personnages qui ont des faiblesses et des besoins ». Le protagoniste handicapé est amené à lutter contre son handicap, y compris au niveau des effets néfastes de son état sur son caractère. Le fait qu’il soit ainsi le protagoniste et son antagoniste n’est ni incompatible avec la psychologie, ni surtout avec les nécessités de la dramaturgie.
Mais le couple protagoniste/antagoniste à l’intérieur du même personnage ne débouche pas obligatoirement sur sa victoire. Ainsi, dans le film réalisé en 1975 par Chantal Akerman, Jeanne Dielman, 23, quai du commerce, 1080 Bruxelles, Jeanne récuse sa propre personne humaine et finit par succomber au néant dont elle est persuadée qu’elle est faite. « Jeanne Dielman, qui se prostitue autant par nécessité économique que pour remplir sa vie, après avoir tué l’un de ses clients, reste immobile, prostrée, attendant elle ne sait quoi, un plan long, d’une durée de 5 minutes 30 ». Ce plan en longueur (qui n’est pas un plan-séquence) fait penser qu’elle accepte d’avance son élimination par une société dont elle attend passivement la punition.
Un tel conflit à l’intérieur d’un même personnage, en dehors de la présence d’un autre antagoniste que lui-même, se retrouve aussi bien dans Monster, le film écrit et réalisé en 2003 par Patty Jenkins, que dans De sang froid, le film réalisé en 1967 par Richard Brooks, d’après le roman éponyme de Truman Capote.

### Un allié de l’antagoniste devient l’objectif du protagoniste
Un personnage proche de l’antagoniste devient l’objectif principal du protagoniste qui doit admettre les exigences de ce personnage pour obtenir ce qu’il désire.
Ainsi, dans le western L'Appât, réalisé en 1953 par Anthony Mann, le personnage de Lina (Janet Leigh), est d’abord présenté comme étant la complice et amante du bandit Ben (Robert Ryan) recherché par le protagoniste, le chercheur de primes Howard (James Stewart). Une affection va naître entre la jeune femme et Howard, trahi autrefois par son épouse qui avait profité de son engagement dans la Guerre civile (guerre de Sécession) pour suivre un autre homme en dépossédant Howard de sa ferme qu’il avait mise à son nom avant de partir à la guerre où il courait le risque d’être tué.
Vers la fin du film, Ben est abattu par un allié de Howard, aussi intéressé que lui à toucher la prime (partagée), mais lui-même se noie en repêchant le corps de Ben, emporté par un torrent. Howard récupère le cadavre de Ben et le charge sur la selle d’un cheval pour retourner dans l’État éloigné qui recherche le bandit et offre une prime importante que le protagoniste veut empocher pour se racheter une ferme. Lina s’y oppose, exigeant que Howard enterre le corps de Ben. Et Howard comprend qu’il est tombé amoureux de la jeune femme et que pour établir une relation durable avec elle, il ne peut lui infliger ce retour en compagnie de la dépouille de son ex-amant. Il abandonne alors son objectif principal, qui était la prime, pour emmener avec lui la jeune femme. Sans argent, il leur faudra refaire leur vie, mais cette fois l’un avec l’autre.
Dans Robin des bois, réalisé en 1938 par Michael Curtiz, Sire Robin De Locksley (le pétillant Errol Flynn) est victime de sa témérité. Emprisonné, il est condamné à être pendu mais ses complices de la forêt de Sherwood sauront le tirer à temps de ce mauvais pas. Ce film est un modèle de dramaturgie au cinéma, même s’il semble plutôt simpliste. Les méchants se partagent les rôles : le prince Jean, personnage historique revu par la légende, est un félon qui a trahi son roi, Richard Ier d'Angleterre (dit Cœur de Lion), parti en croisade. Joué avec finesse par le comédien britannique Claude Rains, il se présente comme un personnage froid qui se garde bien de porter les coups. Assassiner, « brancher » (pendre aux branches basses des arbres), est le fait du méchant, Sire Charles de Gisbourne, qui porte les traits sombres et aigus du comédien Basil Rathbone. Sire Charles aimerait épouser Lady Marian (la douce et lumineuse Olivia de Havilland), nièce du roi légitime. Or, Robin des bois tombe amoureux de Lady Marian, une raison de plus pour Sire Charles d’éliminer son rival.
Son meilleur allié est au début Lady Marian elle-même, puisque, bien qu’elle ne soit pas amoureuse de Sir Charles, elle le considère du moins comme un prétendant honorable, alors qu’elle juge Robin des bois comme un hors-la-loi qui doit être combattu. Son revirement dès lors qu’elle comprend la félonie du prince Jean et de son âme damnée, Sir Charles, lui vaut d’être emprisonnée, mais aussi d’être sauvée par le chef de la bande de la forêt de Sherwood, tous fidèles au roi Richard, l’oncle de Lady Marian.
Dans Tous en scène, la comédie musicale réalisée par Vincente Minnelli en 1953, le chorégraphe Paul Byrd dirige la carrière de Gabrielle Gerard (Cyd Charisse), une étoile de la danse classique, dont il est aussi l’amant. Un projet de comédie musicale sur scène, qui se révélera n’être qu’une grandiloquente et ridicule pseudo-tragédie, les fait rencontrer Tony Hunter (Fred Astaire), un danseur de music-hall qui occupait le haut de l’affiche deux décennies plus tôt. Immédiatement, une forte opposition les dresse l’un contre l’autre : la jeune femme repousse le « danseur de claquettes », et le vieux beau la « ballerine ». Gabrielle Gerard et son chorégraphe-amant tentent d’éloigner Tony Hunter, en vain. L’avant-première est un échec, la pièce abandonnée. Grâce à la vente des tableaux de maîtres que Tony Hunter avait achetés quand leurs auteurs étaient encore des inconnus, une nouvelle pièce est lancée, cette fois une vraie comédie musicale. L’antagoniste, le chorégraphe, refuse de se joindre à ce projet, mais sa protégée, la « ballerine », accepte et se sépare de lui. Le vieux Tony et la jeune Gabrielle réussissent alors à se rejoindre par la danse et finalement, après le succès de leur spectacle, ils se réunissent dans la vie.
Dans La Mort aux trousses, le protagoniste, Roger Thornhill (Cary Grant), combat un groupe d’espions, mené par un homme (James Mason) dont la maîtresse (Eva Marie Saint) semble, aux yeux de Thornhill, une ennemie active et dangereuse. Le hasard faisant bien les choses, et notamment les bons scénaristes, le héros s’éprend de la belle espionne, et celle-ci tombe dans le même piège. Roger Thornhill, qui mélange l’espionnage auquel il est forcé de se consacrer, et l’amour auquel il ne peut plus échapper, fait courir un risque de mort à la jeune femme qui est en fait un membre du contre-espionnage infiltré dans le groupe. Thornhill doit à son tour entrer dans la peau d’un espion et risquer sa vie pour sauver la femme qu’il aime.

### Le protagoniste est double
L’auteur d’une pièce de théâtre doit obligatoirement créer un protagoniste qui devient le fil conducteur de l’intrigue. Pièce en un, trois ou cinq actes, un ou plusieurs décors, les possibilités de navigation dans le temps et l’espace sont faibles. Alors que l’enregistrement de plans qui composent des séquences permet au cinéaste de se déplacer, aussi bien dans le temps que dans l’espace, comme dans un roman dont il n’a cependant pas la rapidité d’exécution. En effet, le passage instantané d’un temps à un autre, aller et retour, et le changement de lieu à l’intérieur d’une même phrase est un don d’ubiquité que seul le romancier possède grâce à l’efficacité des mots, des phrases et de la conjugaison.
Les films peuvent ainsi être écartelés entre plusieurs personnages qui n’ont pas la fonction de protagoniste mais dont les trajectoires personnelles constituent la forme du récit. Ce sont les films où les personnages se croisent accidentellement (mais bien selon la volonté du scénariste !), tels que Short Cuts, réalisé par Robert Altman, astucieusement désigné au Québec sous le titre de Chassés-croisés. Deux éléments importants relient chaque personnage, ou plutôt chaque couple de personnages, aux autres : le lieu (un quartier de Los Angeles) et la date (le jour de passage des hélicoptères qui vaporisent un produit insecticide, et le jour d’un tremblement de terre ordinaire, fréquent dans la région). « Le spectateur profite des meilleurs morceaux de chaque partie de l’histoire, les plus significatifs du point de vue de la dramaturgie. En outre, il se voit investi d’un regard doué d’ubiquité, il est à la fois ici et ailleurs, dans les différents lieux où se déroulent les actions, un regard chargé d’un pouvoir omniscient dont la sensation est particulièrement gratifiante ». Le scénariste Frank Barhydt, s’appuyant sur l’ouvrage de l’écrivain Raymond Carver, Neuf histoires et un poème, tresse les péripéties tragiques ou drolatiques de chaque couple, les personnages se connaissent ou se sont rencontrés et sont ainsi liés dans une même dramaturgie.
Certains scénarios sont construits sur un couple inséparable de protagonistes : des siamois qui n’en sont pas pour autant des jumeaux. Ainsi, les effrayants exécuteurs des basses œuvres d’un certain Marsellus, Vincent Vega (John Travolta) et son ami Jules Winnfield (Samuel L. Jackson), dans Pulp Fiction, écrit et réalisé en 1994 par Quentin Tarantino, forment un étrange duo de professionnels du crime. Le premier, beau gosse à la chevelure raide de gel, amateur désinvolte de clabaudages en tous genres, et le second, tueur maniaque féru de citations bibliques et furieux moraliste, agissent « comme un seul homme » face à tout danger.
Le protagoniste est parfois un objet, auquel ne peut s’identifier le spectateur. Il lui faut alors le soutien d’un second protagoniste de type humain ou pour le moins humanoïde.
C’est ainsi que dans Un amour de coccinelle, réalisé en 1968 par Robert Stevenson, Jim Douglas, le coureur automobile qui n’a pas réussi d’exploits sportifs remarquables, est sauvé de son manque de talent par Coccinelle, une VW qui, elle, n’en manque pas, et, faut-il le préciser, qui est une voiture un peu magique, une sorte de fée qui se penche avec affection sur le petit monde de ceux qui n’ont rien pour gagner. En face d’elle, un couple de jeunes gens dont elle va favoriser les amours, et un mécano plutôt sympathique. Heureusement qu’il y a ce trio, car le public ne verrait dans ce film que de bons truquages à partir de courses automobiles, s’il ne pouvait pas s’identifier à des personnages humains. Mais le héros est réellement la voiture, c’est elle qui est la plus rapide et surtout la plus intelligente.
Avec Christine, le film réalisé par John Carpenter en 1983 d’après Stephen King, le scénario utilise la même dichotomie machine-être humain, mais cette fois en tragédie car Christine est une créature maléfique. C’est une épave automobile, « toute cabossée et déglinguée, qui tombe amoureuse du jeune Arnie Cunningham qui l’a remise en état. Elle devient jalouse et possessive au point de vouloir tuer sa rivale, une jeune fille trop jolie et trop humaine ». Là aussi, le réflexe du spectateur pourrait être, et si ma propre voiture était une arme ? On comprend que c’est là le message favori de Stephen King : sa méfiance en la technologie. La présence d’Arnie permet au spectateur, non pas de s’identifier à lui puisque le jeune homme choisit d’être aussi méchant que son véhicule, mais lui permet de comprendre la jalousie anthropomorphique de Christine.
Le film WALL-E, dessin animé réalisé par Andrew Stanton, met en place un couple de protagonistes qui ne sont autres que des androïdes : WALL-E, une machine intelligente programmée pour récupérer les métaux qui traînent en abondance dans une planète Terre complètement dévastée par la surproduction industrielle et abandonnée par ses occupants humains, et EVE, un robot femelle, envoyé sur Terre pour rapporter d’éventuelles traces de vie végétale, afin de savoir si l’exode humain pourrait s’inverser. Naît alors une histoire d’amour entre les deux machines, dont les pouvoirs ne sont pas identiques. WALLE-E ne sait que rouler à l’aide de ses chenilles, EVE vole et possède des armes de destruction.
Le spectateur est amusé, voire attendri par cette histoire, mais les scénaristes ont ajouté un objectif plus compréhensible par le public que l’amour chaste éprouvé par les deux robots. Un troisième protagoniste les supplée dans cette mission : le capitaine McCrea, qui dirige un vaisseau spatial où l’humanité s’est réfugiée, loin de sa Terre d’origine. Le capitaine possède un don que n’ont pas les robots : il parle. C’est par son biais que le spectateur comprend l’enjeu de WALL-E et de EVE.
Dans Star Wars, existent deux machines très différentes l’une de l’autre : D2-R2 et C-3PO, mais elles ne sont pas les protagonistes des films, seulement des personnages secondaires, et C-3PO maîtrise toutes les langues de l’univers, ce qui est un lien très fort avec le public.
Pour résumer ce point, une réflexion d’Yves Lavandier : « Pour atteindre au réalisme, la dramaturgie ne doit pas hésiter à utiliser l’artifice ».

### Le protagoniste et ses alliés
Le protagoniste est le plus souvent entouré d’alliés qui jouent dans la dramaturgie du film des rôles différents.
- Le confident.

Venu tout droit de la dramaturgie du théâtre, ce personnage est un proche dont la présence auprès du héros permet à celui-ci de réfléchir tout haut sans paraître ridicule. En fait, au niveau personnage, le confident est au service du protagoniste, il l’admire sans limite et il est son faire-valoir. « S’il est bon de donner un objectif à tous les personnages d’une histoire, même mineurs, il arrive que certains n’en aient pas. Ces personnages n’ont alors d’autre utilité que d’écouter un personnage plus important. Ils sont créés pour servir de répondants. En bref, ils évitent à l’auteur, surtout au cinéma, de faire monologuer leur personnage ».
C’est le cas du Docteur Watson, « aussi bien dans les différents épisodes de Sherlock Holmes, écrits à la fin du XIXe siècle par Sir Arthur Conan Doyle, que dans les films qui en ont été adaptés, la plus grande partie du plaisir du lecteur ou du spectateur provient de ce dialogue incessant et contradictoire entre l’intuition aiguisée et inattendue de Holmes et le bon sens un peu lourd de Watson, qui représente en quelque sorte le lecteur ou le spectateur ».
C’est aussi le cas du colonel Hugh Pickering dans My Fair Lady, réalisé par George Cukor, avec qui le professeur Henry Higgins (Rex Harrison) fait le pari de transformer Eliza Doolittle (Audrey Hepburn), la jeune fleuriste au langage de charretier, en une jeune femme du monde qui saura bluffer la plus haute société. Le colonel (à la retraite) est un pâle comparse mais qui, en gagnant la confiance de Higgins malgré leur pari, est bien placé pour constater avec lui les progrès d’Eliza et de chanter les louanges du célèbre linguiste à la fin du film. Mais dès que Higgins remporte son pari et qu’il ne s’agit plus que de « boucler » l’histoire sentimentale entre le vieux beau et la demoiselle, le scénariste Alan Jay Lerner se débarrasse du colonel, désormais personnage inutile.
- Le meilleur ami.

C’est un personnage plus important que le confident, chargé de recueillir les réflexions les plus intimes du protagoniste. Son rôle est aussi de veiller sur lui, c’est-à-dire de le protéger des autres, mais aussi de lui car le meilleur ami est généralement plus lucide que son ami sur la situation à un moment ou à un autre du récit. Dans la série Dr House, par exemple, le meilleur ami de Gregory House (Hugh Laurie), c’est James Wilson (Robert Sean Leonard), qui n’est pas sans regretter le comportement moqueur et provocateur de son ami, et les jugements à l’emporte-pièce qu’il a sur tout un chacun et chacune. « Dès le début, le personnage de House est construit pour exaspérer le téléspectateur par son comportement insociable… Contrairement à House, Wilson fait preuve d’affabilité vis-à-vis de quiconque se présente à lui. Il refuse de juger, chacun vit sa vie comme il peut ! House lui reproche son comportement, il y voit une marque de faiblesse, voire de lâcheté. « Tu es sur terre pour donner ton opinion et l’imposer à tes amis ». Malgré leurs reproches mutuels permanents, Wilson veille sur House comme s’il était son frère ».
Le meilleur ami est souvent celui qui aide le protagoniste à comprendre ce qui se trame et l’empêche de franchir tel ou tel obstacle. C’est la révélation d’une vérité qui, jusqu’alors ignorée par le protagoniste, peut être formulée par le meilleur ami. Celui-ci gagne ainsi la sympathie du public et son écoute. Le meilleur ami est chargé alors de présenter un point de vue moral sur le protagoniste, et notamment sur ses égarements, car le protagoniste intéressant est celui qui peine à saisir la complexité des problèmes qu’il rencontre, et l’auteur ne peut s’abstenir d’être conscient des erreurs de son personnage principal. « Un problème demeure : comment [le scénariste] peut-il exprimer son propre point de vue moral sur ce qui est bien ou mal si celui-ci est distinct de celui du héros ? Les points de vue de l’auteur et du héros ne sont en effet pas nécessairement les mêmes. » Là encore, James Wilson est l’exemple d’un point de vue moral qui passe par les reproches qu’il adresse à son ami, auxquels le spectateur adhère car il partage avec le meilleur ami son étonnement et son désaveu devant le comportement paradoxal et souvent asocial de House. Mais comme lui, il ne peut qu’admirer le résultat quand House découvre le secret d’un état maladif qui échappe à tout diagnostic.
- Le second, ou le bras droit.

Le héros fait prendre des risques à ceux qu’il entraîne, et son second prend parfois les coups à sa place. C’est ainsi que sont tués systématiquement les coéquipiers de Harry Calahan, Dirty Harry, policier de San Francisco aux méthodes brutales, dans L'Inspecteur Harry. Seconder le protagoniste est un rôle dangereux dans la dramaturgie des films d’action, mais la colère que leur assassinat provoque chez le héros est salutaire, comme ce fut le cas dans l’Iliade, l’épopée d’Homère, quand le valeureux Achille est privé de son amant, tué par Hector, le champion des Troyens dont Achille et les Grecs assiègent la ville durant la guerre de Troie. Achille, en désaccord avec ses compatriotes, s’était retiré sous sa tente. La mort de son amant Patrocle lui procure la fameuse colère d’Achille qui va faire de lui une machine à tuer. Harry Callahan est un Achille du XXe siècle.
Par le jeu surnaturel du décalage temporel, le personnage de Kyle dans Terminator est intéressant pour deux raisons : il est à la fois le futur géniteur de son chef, et le bras droit de celui-ci. Dans cette perspective, il est envoyé dans le passé afin de protéger la future mère du chef de la rébellion des humains contre la domination des machines. En lui évitant d’être tuée par un « terminator », un robot humanoïde envoyé pour empêcher la jeune femme de procréer, Kyle est aussi en quelque sorte son second, de même qu’il devient son coéquipier en devenant son amant. « La foi de Kyle est totale, il connaît l’avenir, il en vient. Il sait maintenant qu’il est le père de John Connor, ou plutôt qu’il doit le devenir. Sa mission est de protéger Sarah et de lui faire un enfant… Il sait aussi qu’il va mourir, peut-être en défendant Sarah contre le terminator, ou seul, parmi les victimes du cataclysme nucléaire, puisque John Connor lui a dit que son père était déjà mort quand il est venu au monde ». Les seconds ont souvent la vocation du martyre, et les scénaristes ne sont pas étrangers à cette coutume.
Dans Le Seigneur des anneaux, Sam Gamegie est au service de « Monsieur Frodon » (Frodon Sacquet) dans son expédition organisée pour détruire le maître anneau convoité par les forces du mal (Sauron) et le difforme Gollum. Mais Gollum, pour qui Sam Gamegie ne cache pas son hostilité car il a compris la duplicité du personnage, réussit à ruiner la confiance que Frodon éprouvait pour son ami et bras droit. Le faux allié Gollum triomphe ainsi quelque temps et peut mener Frodon dans un piège, tandis que Sam est meurtri par le désaveu de celui qu’il a promis solennellement au mage Gandalf de protéger. Le héros trahit son coéquipier et fait montre d’un aveuglement auquel il échappera après avoir risqué sa vie en repoussant Sam et en écoutant les conseils de Gollum. Sam Gamagie participe à ce qu’on appelle une ironie dramatique, car il sait aussi bien que les spectateurs, que Gollum est un traître et qu’en lui faisant confiance, Frodon court au devant de grands dangers.

### Un maître guide le protagoniste
Dans l’Odyssée, Homère, estimant que le jeune fils d’Ulysse, parti à la recherche de son père victime de multiples aléas maritimes, n’a pas encore la maturité nécessaire à un périple qui peut le mener très loin de son rivage, a mis à ses côtés un sage personnage, Mentor, un vieillard qui est en réalité un avatar de la déesse Athéna qui veut protéger le jeune homme. Sans ce personnage, il eut été invraisemblable qu’un tout jeune homme qui n’a connu de la vie que celle de la cour d’Ithaque dont Ulysse est le roi légitime, puisse déjouer tous les pièges semés sur sa route. Aujourd’hui, Mentor est devenu un nom commun qui désigne un conseiller sage et expérimenté, un mentor.
Dans Star Wars, Yoda est un mentor, et sa présence et son enseignement ne sont pas étrangers à la réussite finale du jedi Luke Skywalker.
De même, dans Le Seigneur des anneaux, le mage Gandalf est un mentor qui, par son expérience, tire plusieurs fois le protagoniste de mauvaises passes, et qui, par ses pressentiments et ses connaissances des lieux où règne le mal, participe au suspense.
Molly Brown (Kathy Bates), dans Titanic, est une parvenue qui en impose au monde conventionnel des « premières classes » par l’ampleur de sa fortune, mais qui se rappelle ce qu’elle était avant cette accession, et elle conseille Jack Dawson (Leonardo DiCaprio) pour éviter l’humiliation publique en acceptant une invitation à une table de riches voyageurs. Telle une fée bienfaitrice, Molly métamorphose même son protégé en lui faisant endosser le smoking de son ex-mari. Le mentor est en effet doté de dons extraordinaires : Yoda et Gandalf les exploitent avec mesure, sauf Gandalf pour amuser les enfants hobbits.
Dans le film Pinocchio des Studios Disney, Jiminy Cricket, le petit grillon que la Fée bleue (personnage très secondaire) charge de guider la marionnette vivante à travers les embûches de la vie, est un mentor sans dons particuliers, si ce ne sont sa bonne éducation (c’est un grillon du foyer) et son sens moral très développé.

### Le sacrifice du protagoniste
Le sacrifice du héros ne peut jamais être vain, la déception, le chagrin, la colère des spectateurs en sortant du film est un danger du bouche à oreille qui peut diminuer les recettes d’un film. Lorsque le scénariste décide de faire mourir le protagoniste, il lui faut payer en retour le spectateur par des compensations dramatiques et affectives. Il est nécessaire que le héros réussisse à atteindre son objectif avant de mourir, et sa mort sera alors traitée en apothéose de victoire, de façon que le public puisse faire son deuil d’un personnage dont il a suivi, parfois en s’y identifiant, les péripéties de sa vie telle qu’elle est contée dans le film.
Ainsi, le général Maximus (Russell Crowe), rejeté au rang de combattant des arènes, dans Gladiator, réussit à vaincre l’empereur fourbe qui a fait assassiner sa famille, mais il meurt aussitôt, frappé lâchement d’un coup de stylet avant le combat. Sa victoire qui lui a coûté la vie est acclamée par les autres gladiateurs et l’armée romaine, mais une postface avec un gladiateur noir rappelle que dans ses croyances, son épouse et son enfant assassinés l’attendent dans les Champs élyséens, douce consolation pour le spectateur attristé mais récompensé de son chagrin.
Dans Il faut sauver le soldat Ryan, « une mère apprend que trois de ses fils sont morts. Il lui en reste encore un qui se trouve quelque part en Normandie. Ce dernier fils, l’état-major décide de l’épargner. D’autres hommes, une dizaine, vont mourir en recherchant le soldat Ryan, ce qui peut sembler absurde, mais aussi se comprendre selon l’idéal démocratique : il n’est pas juste qu’une mère donne tous ses fils, tandis que d’autres conserveraient les leurs ». Le capitaine John Miller (Tom Hanks) est chargé de diriger une unité pour retrouver Ryan. Lorsque, enfin, il a devant lui le soldat recherché, alors que lui-même est blessé mortellement, sa mission est accomplie, le soldat James Ryan va être démobilisé et pourra retrouver sa pauvre mère et tenter de la consoler. Le souvenir reconnaissant qu’il a de son sauveur « paye » le spectateur pour le chagrin éprouvé à la mort du héros.
Le même sacrifice du protagoniste est au cœur de films tels que Titanic, Casque d'Or, Elysium, et bien d’autres.